# 重返帝國
重返帝國（德语：Heim ins Reich；意为“回到帝国故土”）是阿道夫·希特勒在第二次世界大战期间奉行的外交政策。此政策于1938年开始，希特勒的倡议旨在说服所有居住在纳粹德国以外（例如奥地利、捷克斯洛伐克和波兰西部地区）的德意志裔人口努力從这些地区“重返”到大德意志帝國中。他還要求德意志人而且还要從自《蘇德互不侵犯條約》簽訂後不歸屬德國的波蘭東部地區西遷。重返帝國政策的對象主要是《凡尔赛條約》後新生的波兰以及其他德国大量居民居住的地区，例如蘇台德，但澤以及1939年10月6日以后的欧洲东南和东北地区。
这项政策的实施由黨衛隊國外德意志民族事務部（VoMi）管理。作为納粹黨的国家机构，它处理了所有關於德意志裔问题。到1941年，VoMi已由党卫军控制。

## 歷史
一战的结束导致了德意志帝国和奥匈帝国的崩溃，在两国原本的领土上，出现了新的“少数民族问题”。根据1919年巴黎和会的结果，超过900万德意志人生活在新成立的波兰、捷克斯洛伐克、罗马尼亚和南斯拉夫境内。与这些新成立的主权国家不同，德国并未被要求签署《少数民族条约》。
在1938年德奥合并之前，慕尼黑的一座大功率无线电台不断向奥地利进行广播宣传，宣扬希特勒为德国所做的一切，以及他能为自己的祖国奥地利做些什么。媒体将德国对奥地利的吞并描述为德国进入所谓的德意志领土：“作为德意志统一普遍意志的代表，与那里的德意志人和士兵建立兄弟情谊。”同样，1939年，德国向立陶宛发出最后通牒并最终吞并梅梅尔，这一行动也被美化为希特勒“历史进程中的最新阶段”。
德奥合并之后，德国在苏台德德意志人中推广“重返帝国”的口号。在捷克危机期间，希特勒访问了在布雷斯劳举行的德国体操和体育节。当苏台德代表队经过希特勒所在的贵宾席时，他们高呼“重返帝国！”约瑟夫·戈培尔在其日记中写到：“人们喊叫、欢呼、哭泣。元首（希特勒）深受感动。”
1939年10月7日，波兰战役结束后不久，希特勒任命党卫队全国领袖海因里希·希姆莱为党卫队强化德意志民族高级专员部专员。这一新职位负责促进德意志裔人的“回归”，以及组织新征服的领土供德国人定居。
伴随着领土吞并，德国也开始尝试对德国本土及计划纳入“大德意志”的地区进行针对非德意志人的种族清洗。同时，希特勒还尝试将那些被认为在种族或血统上足够接近德国人、因而“值得保留”于未来德国民族中的人群（例如卢森堡人）进行德意志化。德国官方认为这些人口是德意志人，但并非“大德意志国”的一部分，因而成为宣传目标，以推广这种认同并将其整合。然而，这些德意志化尝试在目标人群中大多不受欢迎。1941年的一次公投中，多达97%的卢森堡人投票反对被承认为德意志人。
纳粹德国的宣传也针对住在德国以外的德意志人，鼓励他们以地区或个人的身份返回德国。希特勒希望充分利用“德意志侨民”。作为吸引德裔回归德国的努力之一，质朴的“故乡信”（Heimatbriefe）被寄给移民美国的德意志人。然而，这些信件整体反响消极，尤其是在信件数量增加后。戈培尔还希望利用德裔美国人保持美国在战争中的中立，但他的行动反而激起了他们对纳粹宣传者的强烈敌意。被占领的乌克兰的报纸则刊登文章，宣扬德国统治乌克兰的历史先例，例如叶卡捷琳娜大帝和哥特人。

## 在1939—1944年被佔領波蘭的“重返帝國”
同样的口号“重返帝国”也被用于另一项密切相关地政策，即迁移和重新安置生活在苏联境内的德意志人社群（德意志裔人）。这些德意志裔的祖先是在几个世纪前东向移民运动期间定居于当地的。纳粹征服决定哪些社区“不具备生存能力”，并在当地人口中开展宣传，安排和组织这些社群的转移。通过散布对苏联的恐惧，纳粹政府促使数万人离开，其中包括来自布科维纳、比萨拉比亚、多布罗加和南斯拉夫的德意志裔。例如，在苏联接管北布科维纳后，到1940年11月，大约45000名德裔居民离开了该地区。（苏联允许这种迁移，因为其担心这些人会对德国保持忠诚。）
| 来源地区                           | 年份      | 被安置的德意志裔人人数 |
| ---------------------------------- | --------- | ---------------------- |
| 南蒂罗尔（见南蒂罗尔选择协议）     | 1939–1940 | 83000                  |
| 拉脱维亚和爱沙尼亚                 | 1939–1941 | 69000                  |
| 立陶宛                             | 1941      | 54000                  |
| 沃伦、加利西亚、Nerewdeutschland   | 1939–1940 | 128000                 |
| 波兰总督府                         | 1940      | 33000                  |
| 北布科维纳和比萨拉比亚             | 1940      | 137000                 |
| 罗马尼亚（南布科维纳和北多布罗加） | 1940      | 77000                  |
| 南斯拉夫                           | 1941–1942 | 36000                  |
| 苏联（1939年前边境）               | 1939–1944 | 250000                 |
| 总计                               | 1939–1944 | 867000                 |

在大波兰地区（与罗兹合并后被德国人称为瓦尔特兰），纳粹的目标是彻底的德意志化，即在政治、文化、社会和经济上将该地区完全同化入德意志国。为实现这一目标，纳粹德国设立的官僚机构改写了街道和城市的名称，没收了数万家波兰企业，涵盖大型工业公司到小型商店，且没有给予业主任何补偿。该地区共容纳了35万名所谓的“德意志裔”，以及170万被认为可以德意志化的波兰人，其中包括10万至20万名从父母身边带走的儿童（以及约40万来自“旧帝国”的德国定居者）。这些人被安置在因驱逐当地波兰人而腾空的农场中。激进的纳粹党员被派去教导他们成为“真正的德国人”。希特勒青年团和德国少女联盟派遣年轻人前往“东方服务”，特别是少女们，主要任务是协助德意志化工作。在战争期间，他们遭到波兰游击队（波兰家乡军）的骚扰。随着纳粹德国战败，这些德意志裔被驱逐至剩余的德国领土。
埃伯哈特引用索巴克、武恰克以及一份集体报告中对德意志裔人口流入的估计，数字从404612人（索巴克）到631500人（武恰克）不等。安娜·布拉姆维尔则表示，共有591000名德意志裔迁入被吞并领土，并详细列出了殖民者来源地区：93,000人来自比萨拉比亚，21,000人来自多布罗加，98,000人来自布科维纳，68,000人来自沃里尼亚，58,000人来自加利西亚，130,000人来自波罗的海国家，38,000人来自东波兰，72,000人来自苏台德地区，13,000人来自斯洛文尼亚。
此外，根据《波兰领土地图集》（波蘭語：Atlas Ziem Polski）引用的一份德波关于战争时期人口变化德联合学术出版物，约有40万名德国官员、技术人员和职员被派往这些地区进行管理。埃伯哈特估计，从“旧帝国”迁入的总人数约为50万。威廉·J·杜伊克和施皮尔福格尔指出，到1942年，最多有两百万德国人被安置在战前的波兰领土上。埃伯哈特则表示，到战争结束时，在战前波兰地区共有两百万德国人，其中130万是在战争期间迁入的，另有70万是战前人口。
| 地区                                                                      | 德国殖民者人数 |
| ------------------------------------------------------------------------- | -------------- |
| 瓦尔特兰                                                                  | 536,951        |
| 但泽-西普鲁士帝国大区                                                     | 50,204         |
| 东上西里西亚                                                              | 36,870         |
| 齐谢瑙行政区                                                              | 7,460          |
| Piotr Eberhardt. Political Migrations in Poland, 1939–1948. Warsaw. 2006. |                |

德国人口的增长在城市中心最为明显：在波兹南，德国人口从1939年的约6000人增加到1944年的93589人；在罗兹，德国人口从约60000人增加到140721人；在伊诺弗罗茨瓦夫，德国人口从956人增加到10713人。在大多数德国人被安置的瓦尔特高地区，德国人口比例从1939年的6.6%上升至1943年的21.2%。

## 延伸阅读
- Grams, Grant W.(2025) The Nazi ‘Heim ins Reich’ program from Lands of Oversea Migration and German deportees from Canada and the United States, in Thomas Geisen (ed.) Journal of International Migration and Integration,
- Grams, Grant W.(2021). Return Migration of German Nationals from the United States and Canada, 1933–1941, Jefferson, North Carolina, McFarland Publications.
- Koehl, R. L. (1957). RKFDV: German Resettlement and Population Policy 1939–1945. Cambridge Massachusetts: Harvard University Press.
- Komjathy, Anthony and Stockwell, Rebecca (1980). German Minorities and the Third Reich: Ethnic Germans of East Central Europe between the Wars London: Holmes & Meier  ISBN 9780841905405
- Lumans, Valdis O. (1993). Himmler's Auxiliaries: The Volksdeutsche Mittelstelle and the German National Minorities of Europe, 1933-1945. Chapel Hill, North Carolina: University of North Carolina Press ISBN 9780807820667
- Obermair, Hannes. . Tyrol Castle: South Tyrolean Museum of History. 2020. ISBN 978-88-95523-35-4 （德语及意大利语）.